# Тичковий ніж

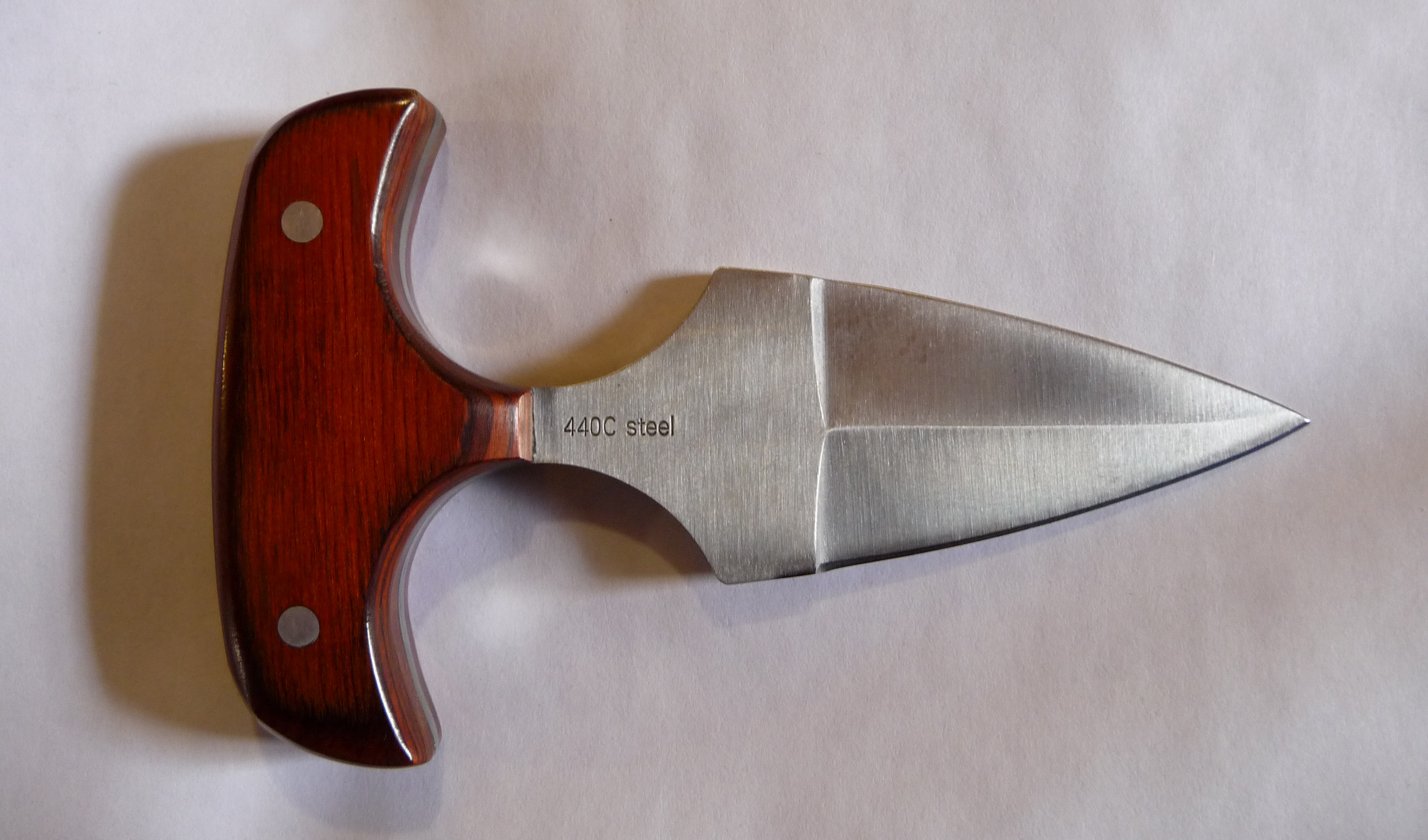
Тичковий ніж

Тичковий ніж (пуш-деггер від англ. push dagger) — особливий різновид ножа Т-подібної, рідше Г-подібної форми. Руків'я тичкового ножа розташоване перпендикулярно лезу. Як правило, тичковий ніж є нескладним. Це ніж прихованого носіння, призначений насамперед для самозахисту, у меншій мірі для повсякденних побутових потреб і завдань.
Тичковий ніж був винайдений і широко використовувався в епоху золотої лихоманки XIX століття. 
Точковий ніж виник як ручна зброя для цивільних, але використовувався інколи і у війнах, наприклад в окопній війні під час Першої світової війни. Швидше за все, його прототипом був традиційний ескімоський ніж улю, що застосовувався корінними жителями Аляски для обробки шкір та інших господарських потреб. Почасти схожа на нього стародавня зброя катар не є компактною і має руків'я рамкового типу.
Основне призначення тичкового ножа це самооборона. При цьому може використовуватися ударна техніка, як в кулачному бою з використанням кастета. Клинок тичкового ножа найчастіше має незначну довжину, але нанесений їм колючий удар з наступним поворотом може викликати сильну кровотечу і больовий шок, внаслідок широкого розриву тканин. До плюсів конструкції тичкового ножа належать його простота, надійність і практична неможливість вибити ніж з руки — він затиснутий між пальцями, і його можна утримати навіть в розкритій долоні. До мінусів — при ударі в тверду поверхню (наприклад, при попаданні в кістку) з досить великою силою, клинок провертається уздовж пальців руки і гардою може травмувати їх.
У багатьох країнах його не визнають холодною зброєю, а значить і дозвіл для нього не потрібен. Все це робить його прекрасним інструментом для того, щоб відчувати себе в безпеці. Але тичковий ніж знайшов своє застосування і в господарських потребах, наприклад, він стане в пригоді для того, щоб розкроїти дуже щільний матеріал, такий як сукно або шкіра, а також існують шкіро зйомні і обробні різновиди.